# Voorrijp
Voorrijp (Fries: Foarryp) is een buurtschap in de gemeente Harlingen, in de Nederlandse provincie Friesland. Voorrijp ligt tussen Wijnaldum en Franeker, ten zuiden van Sexbierum. Voorrijp ligt binnen het dorpsgebied van Wijnaldum. De buurtschap bestaat uit een mix van boerderijen en woningen aan de weg de Foarryp staan. In 2023 telde de weg en buurtschap 40 inwoners en een twintigtal adressen.
In 1953 werd bij een terp in de buurtschap door een boer de zogenaamde fibula van Wijnaldum gevonden, ook wel de Koningsfibula genoemd.

## Geschiedenis

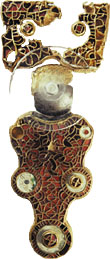
fibula van Wijnaldum

Het gebied van Voorrijp was onderdeel van een kweldergebied. In Voorrijp ligt een deel van de terpenreeks van Wijnaldum. Deze reeks werd rond het jaar 175 opgeworpen op een kwelderwal langs de Ried, toen deze nog een getijdengeul was. Het gebied in en om Wijnaldum was tot zeker de 16e eeuw erg drassig.
De Ried is uiteindelijk gekanaliseerd en later verbreed. Het deel bij Voorrijp is uiteindelijk de Sexbierumervaart geworden. De boerderijen in Voorrijp hadden een tijdlang opvaarten naar deze vaart. In 1718 werden deze opvaarten aangegeven op de kaart van Schotanus van de Grietenij Barradeel.
De buurtschap werd in 1507 vermeld als Voirryp, in 1511 als Foarryp, rond 1700 als Voor Ryp en vanaf de 19e eeuw Voorrijp. De plaatsnaam duidt op een rand of oever (rijp) met het voorzetsel voor.

### Terpen
Tussen de terp Tjitsma en de terp van Wijnaldum was meer dan waarschijnlijk een slenk gelegen, een aftakking van de Ried, waardoor een duidelijke afscheiding ontstond tussen de twee gebieden. Ook in het oosten lag een slenk, net aan de rand van een terp. De terpen werden in 1975 aangewezen als (archeologisch) rijksmonumenten. Door de eeuwen heen verschoof de bewoning van de terpen naar een tweede kwelderwal aan de zuidelijke rand van de terpen.

### Fibula
Van de zeker zeven terpen van de terpenreeks heeft de Terp Tjitsma in Voorrijp de meeste faam. In 1953 werd er bij deze terp door een boer een deel van een kostbare mantelspeld gevonden: de fibula van Wijnaldum, oftewel de Koningsfibula. Deze stamt uit het begin van de 7e eeuw. De fibula duidt meer dan waarschijnlijk op een persoon met aanzien. Tussen 1991 en 1993 vonden er verdere archeologische opgravingen plaats op de Tjitsma-terp. Op de grens van de buurtschap en het dorp Wijnaldum staat een kunstwerk dat verwijst naar de fibula. De fibula zelf is in het bezit van het Fries Museum.

### State Voorryp
De State Voorryp was enige tijd eigendom van de familie Te Nyenhuis, die een hoofdzetel hadden aan de andere kant van Wijnaldum. In 1529 kwam het in eigendom van de familie Liauckama. De eigenaar van de sate Voorryp had het eeuwige recht op bewaken en hoeden van zwanen. Tot in ieder geval de 18e eeuw werd er gebruik gemaakt van dit recht. Naast het zwanenrecht had men ook visrecht in de Ried en het Riedmeer.

## Geografie
De Nieuwe encyclopedie van Fryslân uit 2016 duidde Voorrijp als een van de buurtschappen in Harlingen. Ten noorden van de buurtschap ligt de Sexbierumervaart en ten zuiden ligt de A31. De weg Foarryp gaat in het oosten over in de Getswerdersyl.
In de 19e eeuw werd de grietenij Barradeel de gemeente Barradeel. In 1984 werden Voorrijp en Wijnaldum onderdeel van de gemeente Harlingen.  
Sinds februari 2025 zijn er buurtschapsborden geplaatst. Hierop staat de Friese naam 'Foarryp'.

## Station
Bij Voorrijp heeft enige tijd een treinstation gestaan, als onderdeel van Spoorlijn Stiens - Harlingen. Het station heette stopplaats Wijnaldum. Het stationsgebouw dateert uit 1902 en had een kleine wachtruimte naast een woonruimte. Het station werd in 1903 officieel in gebruik genomen en kwam te vervallen op 15 mei 1935. De gehele spoorlijn sloot een jaar later.
Het stationsgebouw werd daarna een volwaardige woning. In 1998 werd het stationsgebouw opgeknapt, waarbij de buitenkant werd gerestaureerd terwijl de binnenkant geheel werd verbouwd. Het stationsgebouw is te herkennen aan de glazen vleugelkap die aan het gebouw vastzit. Bij de Sexbierumervaart is anno 2024 nog een overblijfsel te zien van de spoorwegbrug.
Stad en dorpen: Harlingen · Midlum · Wijnaldum

Buurtschappen: Atjetille ·De Blijnse · IJslumburen · Kiesterzijl (klein deel) · Koetille · Koningsbuurt · Roptazijl (deels) · Saltryp · Voorrijp

Voormalige buurtschappen: Almenum · Luidum · Ungabuurt

Friesland: Steden en dorpen      Nederland: Provincies · Gemeenten